# Mount Goodman
Mount Goodman är ett berg i Antarktis. Det ligger i Västantarktis. Argentina, Chile och Storbritannien gör anspråk på området. Toppen på Mount Goodman är 1 200 meter över havet.
Terrängen runt Mount Goodman är huvudsakligen lite kuperad. Trakten är obefolkad. Det finns inga samhällen i närheten.